# 嵐山町
嵐山町（日语：／ Ranzan machi */?）是日本埼玉縣中部的町，人口約2万人。

## 历史
- 1889年4月1日 - 町村制施行，成立比企郡菅谷村・七鄉村
- 昭和初期，武藏嵐山溪谷由於與京都嵐山風景類似而成為著名觀光勝地。
- 1955年4月15日 - 菅谷村與七鄉村合併、改稱菅谷村。
- 1967年4月15日 - 實施町制，改称嵐山町。

## 交通

### 鐵路
東武鐵道
- 東上本線：武藏嵐山站